# روي فولكنير (لاعب كرة قدم)
روي فولكنير (5 أغسطس 1897 في المملكة المتحدة - ) هو لاعب كرة قدم كندي في مركز مهاجم داخلي. شارك مع منتخب كندا لكرة القدم. أما مع النوادي، فقد لعب مع بلاكبيرن روفرز وكوينز بارك رينجرز وPark Grange F.C. ‏ وPhiladelphia Field Club ‏ ونادي ساوث شيلدز ‏ وMaryhill F.C. ‏ وSt Anthony's F.C. ‏.